# Main-Donau-Kanal-Brücke (Schnellfahrstrecke Nürnberg–Ingolstadt)

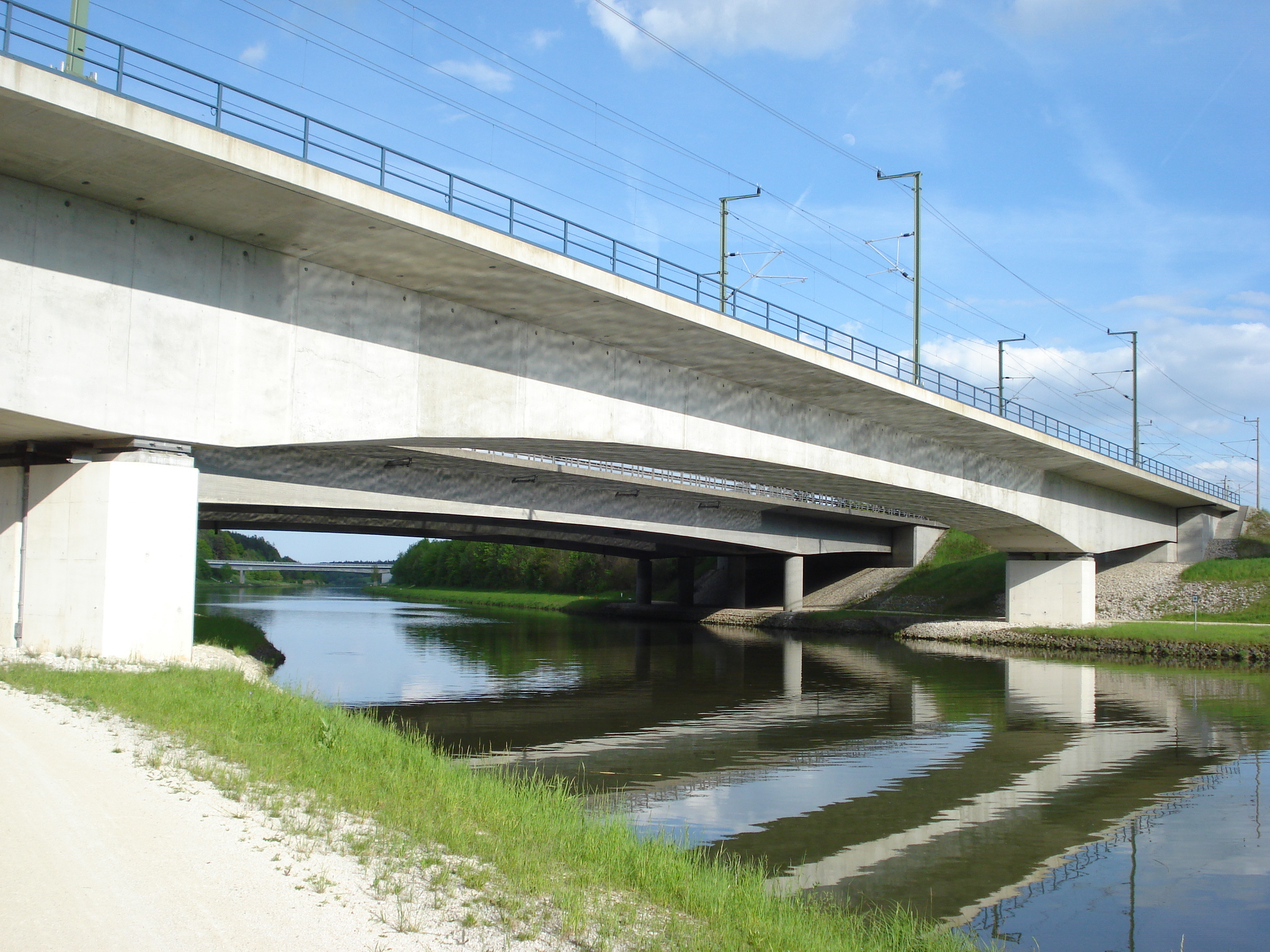
Main-Donau-Kanal-Brücke im Mai 2010, Blick von Nordwesten

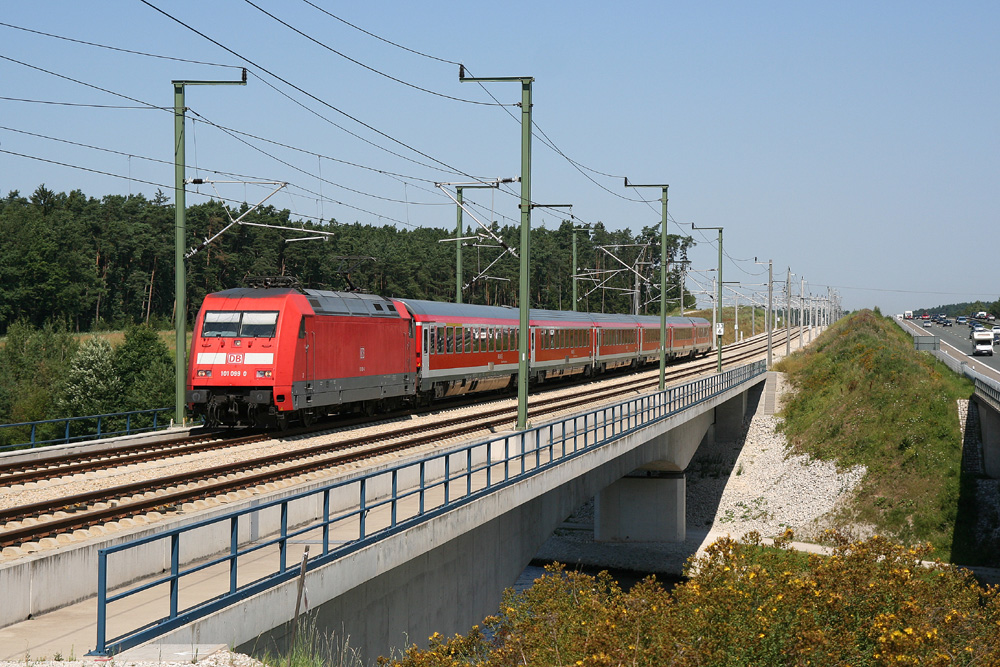
München-Nürnberg-Express auf der Main-Donau-Kanal-Brücke im Juli 2007

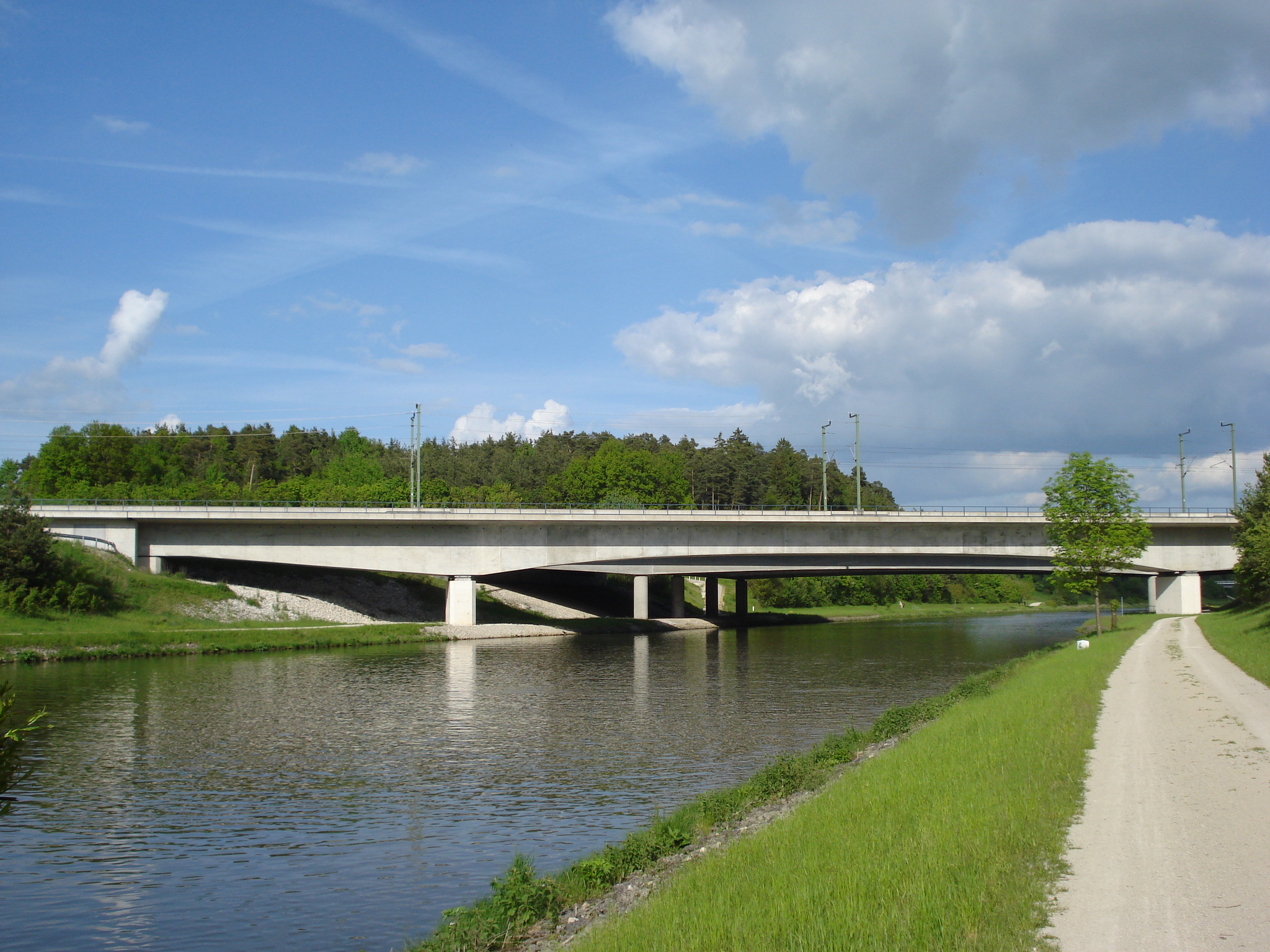
Main-Donau-Kanal-Brücke im Mai 2010

Die Main-Donau-Kanal-Brücke ist eine 142 Meter lange Eisenbahnbrücke der Schnellfahrstrecke Nürnberg–Ingolstadt. Sie liegt zwischen den Bahnhöfen Allersberg und Kinding. Sie überspannt bei Strecken-km 33,6 in der Nähe des Gemeindeteils Bischofsholz der mittelfränkischen Stadt Hilpoltstein den Main-Donau-Kanal bei Kanal-km 100,5.
Das Bauwerk nimmt zwei Gleise in Fester Fahrbahn auf, die mit 300 km/h befahren werden können.
Es entstand parallel zu zwei 1973 gebauten, 119 m langen Brücken der unmittelbar östlich verlaufenden Bundesautobahn 9, die in den kommenden Jahren durch zwei Bogenbrücken ersetzt werden sollen.

## Bau
Das dreifeldrige Bauwerk wurde in den Seitenfeldern als Hohlkasten mit variabler Querschnittshöhe auf einem Traggerüst hergestellt. Die Stützweiten liegen bei 30, 80 und 30 Metern. Das mittlere Feld wurde im Freivorbau errichtet und überspannt den Wasserweg. Die beidseitig dazu verlaufende Wege werden vom jeweiligen außen liegenden Feld überspannt. Die Konstruktionshöhe liegt im Pfeilerbereich bei 6,9 m und in der Mitte der Brücke bei 3,3 m. Zur Kompensation von möglichen abhebenden Kräften im Bereich der Überbauenden wurde eine Sonderkonstruktion (so genannte Zug-Druck-Lager) gewählt, um auch die Zugkräfte in den Untergrund ableiten zu können.
Der Bau der Brücke dauerte 14 Monate.